# John Curwen
John Curwen, född 1816 och död 1880, var en brittisk präst och sångpedagog.
Curven var grundare av Tonic sol-fametoden. Curwen utgav bland annat Grammar of vocal music (1843), grundade 1853 Tonic sol-fa association och 1879 Tonic sol-fa College. Curwen utgav åtskilliga klassiska verk såsom  oratorier och annat i Tonic sol-fa notation. Tillsammans med sin son John Spencer Curwen, som utgav Memorials of John Curwen (1882) grundade Curwen 1863 musikförlaget J. Curwen & sons, ltd.. 

## Psalmer
- Vad har min Jesus gjort för mig?, nr 466 i Svenska Missionsförbundets sångbok 1920. I en bearbetad version av Betty Ehrenborgs översättning.